# 2025年中华人民共和国腐败案件
2025年中华人民共和国腐败案件，是指2025年间公布的中国内地贪污、腐败案件。
本条目所列案件，均以中央纪委国家监委官网“审查调查”一栏所列案件以及中国人民解放军官方网站“中国军网”所发布的案件为准。有关党政高层、各级官员的涉腐传闻在得到官方证实前不列入本条目。中管干部落马案件（以及大案、要案）会以粗体字特别标示。括号内注明了是否主动交代问题或投案，以及负责查办该官员的机构。

## 1月
- 1月2日，贵州省市场监督管理局（贵州省知识产权局）党组书记、局长丁雄军。（贵州省纪委监委）
- 1月2日，贵州省安顺市委原书记陈少荣。（贵州省纪委监委）
- 1月2日，吉林省长春市委常委、秘书长姜保忠。（吉林省纪委监委）
- 1月3日，广东省深圳市消防救援支队党委副书记、支队长王帅。（驻应急管理部纪检监察组和广东省监委）
- 1月3日，新疆维吾尔自治区喀什地委副书记、政法委书记秦加友。（新疆维吾尔自治区纪委监委）
- 1月6日，四川省应急管理厅党委委员、副厅长毛德忠。（四川省纪委监委）
- 1月8日，云南省昆明市委常委、统战部部长周红斌。（主动投案，云南省纪委监委）
- 1月9日，辽宁省鞍钢集团有限公司董事会办公室专职董事、监事熊宏启。（鞍钢纪委和辽宁省本溪市监委）
- 1月9日，湖南省政协人口资源环境委员会副主任邓立佳。（湖南省纪委监委）
- 1月9日，新疆维吾尔自治区监狱管理局原党委委员、副局长郝晓东（副厅长级）。（新疆维吾尔自治区纪委监委）
- 1月9日，陕西省榆林市人大常委会原党组成员、副主任王效力。（陕西省纪委监委）
- 1月9日，吉林省农业农村厅党组书记、厅长李德明。（主动投案，吉林省纪委监委）
- 1月10日，国家体育总局排球运动管理中心原主任李全强。（驻国家体育总局纪检监察组和江苏省扬州市监委）
- 1月10日，中国医药集团有限公司总会计师杨珊华。（驻国务院国资委纪检监察组和江西省九江市监委）
- 1月10日，中国银行天津市分行原党委书记、行长车德宇。（驻中国银行纪检监察组和天津市监委）
- 1月10日，贵州省黔西南布依族苗族自治州人大常委会党组成员、副主任刘兴吉。（贵州省纪委监委）
- 1月10日，贵州出版集团有限公司党委副书记、副董事长、总经理蔡光辉。（贵州省纪委监委）
- 1月10日，贵州省委巡视组正厅长级巡视专员、一级高级监察官申勇。（贵州省纪委监委）
- 1月10日，安徽省交通控股集团有限公司原副总经理夏柱兵。（安徽省纪委监委）
- 1月10日，四川省人大经济委员会原副主任委员李曙光。（四川省纪委监委）
- 1月11日，重庆市消防救援总队党委副书记、总队长李俊东（高级指挥长消防救援衔）。（驻应急管理部纪检监察组和重庆市监委）
- 1月11日，湖南航天有限责任公司原党委书记、董事长焦继革。（航天科工纪检监察组和陕西省监委）
- 1月11日，广西壮族自治区北海市合浦县委书记、二级巡视员王川。（广西壮族自治区纪委监委）
- 1月11日，浙江省委金融办原副主任、省委金融工委原委员、省地方金融监管局原副局长潘广恩。（主动投案，浙江省纪委监委）
- 1月12日，河南省新乡市委常委、常务副市长孙栋。（河南省纪委监委）
- 1月13日，河南省许昌市委书记史根治。（河南省纪委监委）
- 1月13日，重庆两江新区开发投资集团有限公司原党委书记、董事长李谨。（重庆市纪委监委）
- 1月13日，重庆两江新区产业发展集团有限公司党委委员、副总经理王飞。（重庆市纪委监委）
- 1月14日，宁夏回族自治区银川市原正厅级干部李鸿儒。（宁夏回族自治区纪委监委）
- 1月14日，江苏省信用再担保集团有限公司原党委副书记、总裁孙宝成。（江苏省纪委监委）
- 1月15日，重庆市铜梁区委书记谭庆。（重庆市纪委监委）
- 1月17日，国家烟草专卖局原党组成员、副局长张天峰。（中央纪委国家监委）
- 1月17日，第十三届吉林省政协常务委员、经济委员会主任孙洪君。（吉林省纪委监委）
- 1月19日，中国银行内蒙古自治区分行原党委委员、副行长刘明。（驻中国银行纪检监察组和辽宁省葫芦岛市监委）
- 1月19日，天津市委组织部原副部长、市公务员局原局长（兼）李洪伟。（天津市纪委监委）
- 1月19日，湖南省邵阳市人大常委会原党组成员、副主任秦立军。（湖南省纪委监委）
- 1月20日，广西壮族自治区贺州市人民政府党组成员、副市长陈华。（广西壮族自治区纪委监委）
- 1月20日，北京市大兴区人大常委会原党组副书记、副主任张德广。（北京市纪委监委）
- 1月21日，云南省昆明市委副书记、市长刘佳晨。（云南省纪委监委）
- 1月21日，湖北省生态环境厅原党组成员、副厅长、一级巡视员周歆昕。（湖北省纪委监委）
- 1月22日，江西省吉安市人大常委会党组成员、副主任孙劲涛。（主动交代问题，江西省纪委监委）
- 1月23日，十四届全国政协常委、农业和农村委员会副主任齐扎拉。（中央纪委国家监委）
- 1月24日，中国兵器工业集团有限公司所属哈尔滨第一机械集团有限公司原党委书记、董事长薛建国。（兵器工业纪检监察组和北京市密云区监委）
- 1月24日，中国联通甘肃省分公司原党委委员、副总经理徐全生。（中国联通纪检监察组和甘肃省临夏州监委）
- 1月24日，湖南省政协原党组成员、副秘书长龚文密。（主动交代问题，湖南省纪委监委）
- 1月25日，山东省农业发展信贷担保有限责任公司党委书记、董事长张安民。（山东省纪委监委）
- 1月25日，安徽省民政厅党组成员、副厅长高光权。（安徽省纪委监委）
- 1月26日，中国建筑第七工程局有限公司专务金宗朝。（中国建筑纪检监察组和河南省济源示范区监察工委）
- 1月27日，北京亦庄投资控股有限公司副总经理卢自锋。（北京市纪委监委）

## 2月
- 2月5日，四川省成都市政协党组副书记、副主席田蓉。（四川省纪委监委）
- 2月5日，四川省自贡市人民政府党组成员、副市长黄雪智。（四川省纪委监委）
- 2月6日，安徽省政协党组成员、副主席周喜安。（中央纪委国家监委）
- 2月6日，中国进出口银行北京分行原党委书记、行长吴少华。（驻中国进出口银行纪检监察组和湖北省襄阳市监委）
- 2月7日，贵州省农业农村厅（贵州省乡村振兴局）党组成员、副厅长（副局长）陈波。（贵州省纪委监委）
- 2月8日，新疆维吾尔自治区人大社会建设委员会主任委员张岩。（新疆维吾尔自治区纪委监委）
- 2月8日，北京市房山区政协原副主席周文海。（北京市纪委监委）
- 2月8日，重庆市纪委监委驻重庆市人民检察院纪检监察组原一级巡视员刘艳红。（主动投案，重庆市纪委监委）
- 2月10日，新疆生产建设兵团科学技术局原党组成员、副局长（正厅长级）赵亚忠。（新疆生产建设兵团纪委监委）
- 2月10日，河南省信阳学院原党委书记郑先明。（主动投案，河南省纪委监委）
- 2月11日，中国远洋海运集团有限公司党组管理正职领导干部隋军。（中国远洋海运纪检监察组和上海市监委）
- 2月11日，上海市宝山钢铁股份有限公司原党委常委、副总经理胡宏。（中国宝武纪委和上海市浦东新区监委）
- 2月11日，河南省供销合作总社党组成员、理事会副主任王国庆。（河南省纪委监委）
- 2月12日，中国兵器装备集团有限公司党组成员、副总经理刘卫东。（中央纪委国家监委）
- 2月12日，中国邮政集团有限公司上海市分公司原资深经理毕晓哉。（驻中国邮政纪检监察组和贵州省黔南州监委）
- 2月13日，贵州省安顺市委原一级巡视员徐德祥。（贵州省纪委监委）
- 2月13日，贵州省人民医院原党委书记刘健。（贵州省纪委监委）
- 2月13日，贵州省人大财政经济委员会原主任委员王秉清。（贵州省纪委监委）
- 2月13日，内蒙古体育职业学院原院长王浩林。（内蒙古自治区纪委监委）
- 2月14日，中铝集团云南冶金集团股份有限公司原党委书记、董事长田永。（主动投案，中铝集团纪检监察组和云南省监委）
- 2月14日，国家电投上海能源科技发展有限公司党委委员、副总经理张宝军。（国家电投纪检监察组和山西省长治市监委）
- 2月14日，国家口岸管理办公室原常务副主任宋立强。（驻海关总署纪检监察组和山东省德州市监委）
- 2月14日，原山东银保监局一级巡视员孙建宁。（驻国家金融监督管理总局纪检监察组和山东省日照市监委）
- 2月14日，湖北省农业农村厅党组成员、副厅长杨遥。（湖北省纪委监委）
- 2月14日，河南省驻马店市政协副主席聂勇（河南省监委）
- 2月14日，浙江省丽水市人民检察院党组书记、检察长吕献。（主动投案，浙江省纪委监委）
- 2月14日，甘肃能化股份有限公司党委常委、副总经理张得君。（甘肃省纪委监委）
- 2月15日，福建省政协教科卫体委员会原副主任黄有霖。（福建省纪委监委）
- 2月15日，湖南省中南林业科技大学原党委副书记、校长廖小平。（湖南省纪委监委）
- 2月16日，内蒙古自治区政协原党组副书记、副主席王中和。（中央纪委国家监委）
- 2月16日，江苏省南京艺术学院原党委副书记、副院长谢建明。（江苏省纪委监委）
- 2月17日，国家电力投资集团有限公司战略规划与发展部副总监曾武。（国家电投纪检监察组和北京市门头沟区监委）
- 2月17日，吉林省延边朝鲜族自治州委原常委王福生。（吉林省纪委监委）
- 2月17日，江苏省常州市委书记陈金虎。（江苏省纪委监委）
- 2月17日，重庆市人民政府原参事乔明佳。（重庆市纪委监委）
- 2月18日，河南广电传媒控股集团有限责任公司党委委员、副总经理申淑娟。（河南省纪委监委）
- 2月18日，山东省公安厅出入境管理总队总队长（出入境管理局局长）张青青。（山东省纪委监委）
- 2月18日，江苏省靖江市委书记、靖江经济技术开发区党工委书记张长平。（江苏省纪委监委）
- 2月19日，贵州省安顺市人大常委会副主任、安顺市经济技术开发区党工委书记代敏。（贵州省纪委监委）
- 2月19日，贵州省遵义医科大学党委委员、副校长王达利。（贵州省纪委监委）
- 2月19日，北京市人力资源和社会保障局就业促进中心技工教育处原二级巡视员张利民。（北京市纪委监委）
- 2月19日，重庆机场集团有限公司二级专务贾朝轩。（重庆市纪委监委）
- 2月19日，重庆机场集团有限公司党委委员、副总经理熊德智。（重庆市纪委监委）
- 2月21日，十四届全国人大常委会委员、农业与农村委员会副主任委员蒋超良。（中央纪委国家监委）
- 2月21日，云南省人民政府参事杨洪波。（主动投案，云南省纪委监委）
- 2月21日，湖南省中南林业科技大学原党委书记王汉青。（湖南省纪委监委）
- 2月21日，重庆市人大监察和司法委员会副主任委员唐川。（重庆市纪委监委）
- 2月22日，湖南省常德市人大常委会原副主任杨易。（湖南省纪委监委）
- 2月24日，贵州磷化（集团）有限责任公司原党委委员、副总经理邓竹林。（贵州省纪委监委）
- 2月24日，贵州省大数据发展管理局原局长景亚萍。（贵州省纪委监委）
- 2月24日，吉林省人力资源和社会保障厅二级巡视员王同海。（吉林省纪委监委）
- 2月24日，河南省委巡视组原正厅级巡视专员张光明。（河南省纪委监委）
- 2月24日，江西省景德镇市人大常委会党组书记、主任曹雄泰。（主动交代问题，江西省纪委监委）
- 2月25日，京昆高速铁路西昆有限公司副总经理、党委委员吴维洲。（驻国铁集团纪检监察组和重庆市江北区监委）
- 2月25日，甘肃省审计厅原一级巡视员张奇。（甘肃省纪委监委）
- 2月25日，安徽省马鞍山师范高等专科学校原党委书记喻长志。（安徽省纪委监委）
- 2月26日，国家药品监督管理局原党组成员、副局长陈时飞。（中央纪委国家监委）
- 2月26日，水利部小浪底水利枢纽管理中心原党委书记、主任殷保合。（驻水利部纪检监察组和山西省晋城市监委）
- 2月26日，交通银行浙江省分行原资深专家屠粮钢。（驻交通银行纪检监察组和浙江省绍兴市监委）
- 2月26日，湖南省长沙市人民政府原副市长、市公安局原局长唐向阳。（湖南省纪委监委）
- 2月26日，新疆维吾尔自治区自然资源厅原巡视员续效丽。（新疆维吾尔自治区纪委监委）
- 2月26日，山东省青岛市政协原党组副书记、副主席刘赞松。（山东省纪委监委）
- 2月26日，山东省滨州市人大常委会党组成员、副主任栾兴刚。（山东省纪委监委）
- 2月26日，山东省临沂市原一级巡视员郑连胜。（山东省纪委监委）
- 2月26日，贵州省贵阳市人民政府党组成员、副市长刘岚。（贵州省纪委监委）
- 2月26日，河南省商丘市人大常委会党组书记、主任张家明。（河南省纪委监委）
- 2月27日，中国工商银行河南省分行原党委书记、行长许杰。（驻中国工商银行纪检监察组和天津市监委）
- 2月27日，湖南省怀化市人大常委会原副主任杨一中。（湖南省纪委监委）
- 2月27日，安徽省文化投资运营有限责任公司党委书记、董事长曹杰。（安徽省纪委监委）
- 2月27日，广西壮族自治区防城港市委常委、秘书长杨亚俊。（广西壮族自治区纪委监委）
- 2月28日，中粮集团中粮科工股份有限公司原党委书记、董事长姚专。（中粮集团纪检监察组和江苏省无锡市监委）
- 2月28日，湖南省永州市人民政府党组成员、副市长唐克俭。（湖南省纪委监委）
- 2月28日，海南省海口海事法院原党组书记、院长彭晓敏。（海南省纪委监委）
- 2月28日，辽宁省人大社会建设委员会原副主任委员孙东克。（辽宁省纪委监委）
- 2月28日，甘肃省政协港澳台侨和外事委员会原副主任阮文易。（甘肃省纪委监委）

## 3月
- 3月1日，中国海洋石油集团有限公司原党组成员、副总经理袁光宇。（中央纪委国家监委）
- 3月1日，河南省济源示范区党工委副书记、管委会主任，市委副书记、市长张宏义。（河南省纪委监委）
- 3月3日，新疆维吾尔自治区公安厅原副厅级侦察员黄河。（新疆维吾尔自治区纪委监委）
- 3月4日，中铝集团沈阳铝镁设计研究院有限公司总经理、党委副书记黄飞。（中铝集团纪检监察组和辽宁省抚顺市监委）
- 3月13日，天津市委常委、组织部部长周德睿。（中央纪委国家监委）
- 3月13日，新疆医科大学附属中医医院原党委副书记、院长卢勇。（新疆维吾尔自治区纪委监委）
- 3月14日，黑龙江省七台河市委常委、市政府副市长钱言考。（黑龙江省纪委监委）
- 3月14日，江苏省徐州市委常委、宣传部部长李淑侠。（江苏省纪委监委）
- 3月14日，新疆生产建设兵团第十师北屯市党委常委、第十师副师长马金武。（新疆生产建设兵团纪委监委）
- 3月14日，河南省南阳市人大常委会党组副书记、副主任高贤信。（河南省纪委监委）
- 3月14日，山东省政协常委、教科卫体委员会副主任武继彪。（山东省纪委监委）
- 3月14日，四川省自贡市人民政府党组成员、副市长陈华斌。（四川省纪委监委）
- 3月14日，四川省乐山市委副书记陈扬杰。（四川省纪委监委）
- 3月15日，江苏省环保集团有限公司党委委员、副总经理童玉祥。（江苏省纪委监委）
- 3月15日，浙江省教育厅副厅长汤筱疏（主动投案，浙江省监委）
- 3月16日，黑龙江省佳木斯市委常委、市政府副市长王金。（主动投案，黑龙江省纪委监委）
- 3月18日，云南省人大常委会党组成员、副主任李文荣。（中央纪委国家监委）
- 3月19日，大连海关党委书记、关长刘大立。（驻海关总署纪检监察组和北京市通州区监委）
- 3月19日，中国石化西北油田分公司原副总经理秦强运。（中国石化纪检监察组和四川省达州市监委）
- 3月19日，中国电力建设集团有限公司原党委书记、董事马宗林。（驻国务院国资委纪检监察组和江西省南昌市监委）
- 3月19日，湖南省高速公路集团有限公司原党委委员、副总经理王辉扬。（湖南省纪委监委）
- 3月19日，原海南省农村信用社联合社党委书记、理事长利光秘。（海南省纪委监委）
- 3月19日，辽宁省大连长兴岛经济技术开发区（长兴岛经济区）党工委原书记、管委会原主任杨广志。（辽宁省纪委监委）
- 3月19日，辽宁省人民检察院检察委员会委员、二级高级检察官齐国生。（辽宁省纪委监委）
- 3月19日，西藏自治区阿里地区行署副专员尼玛。（西藏自治区纪委监委）
- 3月20日，贵州省毕节市委常委、统战部部长潘发勇。（贵州省纪委监委）
- 3月20日，贵州省遵义市人民政府党组成员、副市长，市公安局党委书记、局长武荣。（贵州省纪委监委）
- 3月20日，安徽省宿州市委副书记、市长王启荣。（主动投案，安徽省纪委监委）
- 3月21日，驻中国证券监督管理委员会纪检监察组原组长、中国证券监督管理委员会原党委委员王会民。（中央纪委国家监委）
- 3月21日，中国进出口银行辽宁省分行原党委书记、行长刘正贵。（驻中国进出口银行纪检监察组和云南省监委）
- 3月21日，湖南省长沙学院原党委书记刘沛林。（湖南省纪委监委）
- 3月21日，广西壮族自治区钦州市人民政府市长王雄昌。（广西壮族自治区纪委监委）
- 3月21日，广西壮族自治区南宁师范大学原党委书记李丰生。（广西壮族自治区纪委监委）
- 3月21日，甘肃省甘南藏族自治州政协原主席徐强。（甘肃省纪委监委）
- 3月21日，河南省信阳市人大常委会党组成员、副主任周哲。（河南省纪委监委）
- 3月23日，湖南省水文水资源勘测中心原党委书记、主任郭世民。（湖南省纪委监委）
- 3月23日，四川农商联合银行党委委员、副行长刘杰。（四川省纪委监委）
- 3月23日，安徽省国有资产监督管理委员会原党委书记、主任许崇信。（安徽省纪委监委）
- 3月24日，中国农业发展银行河南省分行原党委书记、行长陈晓东。（驻中国农业发展银行纪检监察组和青海省西宁市监委）
- 3月24日，贵州省铜仁市政协原党组书记、主席肖洪。（主动投案，贵州省纪委监委）
- 3月24日，新疆维吾尔自治区昌吉回族自治州政协党组成员、副主席任建品。（新疆维吾尔自治区纪委监委）
- 3月24日，青海省总工会原党组书记、常务副主席陈志忠。（青海省纪委监委）
- 3月24日，四川省广安市人大常委会党组副书记、副主任杨世章。（四川省纪委监委）
- 3月24日，四川省泸州市政协副主席唐杰。（四川省纪委监委）
- 3月24日，甘肃省人大常委会社会建设工作委员会原副主任周应军。（甘肃省纪委监委）
- 3月24日，河南省商丘市人大常委会副主任曹月坤。（河南省纪委监委）
- 3月25日，中国南方航空股份有限公司工程技术分公司原总经理助理何庆柱。（南航集团纪检监察组和辽宁省沈阳市铁西区监委）
- 3月25日，十三届贵州省政协常委、教科卫体委员会主任杨柱。（贵州省纪委监委）
- 3月25日，湖北省宜昌市人大常委会原党组副书记、副主任袁卫东。（湖北省纪委监委）
- 3月25日，原江西省人民政府决策咨询委员会主任汪德和。（主动交代问题，江西省纪委监委）
- 3月26日，湖南省邵阳市人大常委会党组成员、副主任周玉凡。（湖南省纪委监委）
- 3月26日，黑龙江省哈尔滨理工大学党委常委、副校长陈庆国。（黑龙江省纪委监委）
- 3月26日，吉林省长春工程学院党委原书记胡明。（吉林省纪委监委）
- 3月26日，吉林省委金融委员会办公室（省地方金融管理局）副主任（副局长）张巍。（吉林省纪委监委）
- 3月27日，国家发展和改革委员会原党组成员、副主任徐宪平。（中央纪委国家监委）
- 3月27日，国家能源集团原总经理助理刘金焕。（国家能源集团纪检监察组和四川省眉山市监委）
- 3月27日，国家矿山安全监察局福建局原一级巡视员朱石福。（驻应急管理部纪检监察组和福建省龙岩市监委）
- 3月27日，甘肃省酒泉市政协原副主席、市中医院原院长常亚霖（甘肃省监委）
- 3月27日，北京市政协经济委员会主任谢正光。（北京市纪委监委）
- 3月27日，江西省萍乡市委常委、政法委书记杨劲松。（江西省纪委监委）
- 3月28日，国家税务总局北京市税务局原党委书记、局长李亚民。（驻国家税务总局纪检监察组和辽宁省辽阳市监委）
- 3月28日，中国人寿保险（集团）公司原党委书记、总裁杨超。（驻中国人寿纪检监察组和江西省上饶市监委）
- 3月28日，中国气象局气象探测中心原党委书记、主任李良序。（驻农业农村部纪检监察组和山东省济宁市监委）
- 3月28日，国家电网湖南省电力有限公司原党委委员、副总经理谭军武。（驻国家电网纪检监察组和内蒙古自治区乌海市监委）
- 3月28日，河北省承德市政协党组成员、副主席赵振清。（河北省纪委监委）
- 3月28日，云南省政协提案委员会原副主任朱家美（已退休）。（主动投案，云南省纪委监委）
- 3月28日，安徽省合肥新站高新技术产业开发区党工委原书记、管委会原主任黄卫东。（安徽省纪委监委）
- 3月28日，云南省普洱市人大常委会党组成员、副主任魏刚。（云南省纪委监委）
- 3月28日，重庆市科学技术研究院党委副书记、院长王愚。（重庆市纪委监委）
- 3月29日，中国银行四川省分行原党委书记、行长葛春尧。（驻中国银行纪检监察组和山西省监委）
- 3月29日，贵州省卫生健康委员会卫生计生监督局原党委书记周亮。（贵州省纪委监委）
- 3月29日，原湖南建工集团有限公司党委委员、副总经理谈毅。（主动交代问题，湖南省纪委监委）
- 3月29日，黑龙江省政协人口资源环境委员会原副主任钟志林。（黑龙江省纪委监委）
- 3月30日，山西省人大常委会环境与资源保护工作委员会原主任李栋梁。（山西省纪委监委）
- 3月30日，原山西晋城无烟煤矿业集团有限责任公司党委常委、副总经理王保玉。（山西省纪委监委）
- 3月31日，重庆市政协党组成员、副主席段成刚。（中央纪委国家监委）
- 3月31日，江西省上饶市人民政府副市长、市公安局局长蔡宜萍。（江西省纪委监委）
- 3月31日，山东省政协原常委王建祥。（山东省纪委监委）
- 3月31日，山东省青岛市人民政府原副市长吴经建。（山东省纪委监委）
- 3月31日，上海东方枢纽投资建设发展集团有限公司原党委副书记、副董事长徐孙庆。（上海市纪委监委）
- 3月31日，重庆市永川区人大常委会党组成员、副主任孔萍。（重庆市纪委监委）

## 4月
- 4月1日，深圳海事局党组书记、局长王建华。（驻交通运输部纪检监察组和广东省湛江市监委）
- 4月1日，黑龙江省人大监察和司法委员会副主任委员隋连友。（黑龙江省纪委监委）
- 4月1日，新疆生产建设兵团第十四师昆玉市原党委书记、第十四师原政委程广田。（新疆生产建设兵团纪委监委）
- 4月1日，河南省平顶山市委常委、郏县县委书记王景育。（河南省纪委监委）
- 4月1日，安徽省阜阳市人大常委会原副主任高子球。（经安徽省纪委监委指定管辖，安庆市纪委监委）
- 4月1日，西藏自治区水利厅党组副书记、厅长和忠华。（西藏自治区纪委监委）
- 4月1日，江西省司法厅原巡视员夏太华。（主动交代问题，江西省纪委监委）
- 4月2日，新疆维吾尔自治区人民政府原党组成员黄三平。（新疆维吾尔自治区纪委监委）
- 4月2日，青海省海西蒙古族藏族自治州政协原副主席张纪元。（主动投案，青海省纪委监委）
- 4月3日，江苏省南京市人大常委会党组书记、主任龙翔。（中央纪委国家监委）
- 4月3日，中国建设银行河南省分行原党委书记、行长石亭峰。（驻中国建设银行纪检监察组和浙江省监委）
- 4月3日，中信戴卡股份有限公司原党委副书记李梅生。（驻中信集团纪检监察组和辽宁省本溪市监委）
- 4月3日，中信戴卡股份有限公司原党委委员、副总经理梅兴龙。（驻中信集团纪检监察组和辽宁省本溪市监委）
- 4月3日，贵州省原遵义医学院党委书记石京山。（贵州省纪委监委）
- 4月3日，贵州省毕节市人大常委会原党组成员、副主任杨桦。（贵州省纪委监委）
- 4月3日，致公党贵州省委副主任委员、贵州省算力科技有限责任公司总经理杨云勇（贵州省监委）
- 4月3日，河北省保定市政协原党组成员、副主席朱子强。（河北省纪委监委）
- 4月3日，福建省南平市政协党组成员、副主席江建华。（福建省纪委监委）
- 4月4日，中国舞蹈家协会原分党组书记、驻会副主席罗斌。（驻中央宣传部纪检监察组和安徽省马鞍山市监委）
- 4月4日，中国舞蹈家协会主席冯双白。（驻中央宣传部纪检监察组和安徽省马鞍山市监委）
- 4月7日，湖南省衡阳市人大常委会原党组副书记、副主任段志刚。（湖南省纪委监委）
- 4月7日，江苏省苏州市虎丘区委书记、苏州国家高新技术产业开发区党工委书记宋长宝。（江苏省纪委监委）
- 4月7日，山西省吕梁市人民政府原副市长李润林。（山西省纪委监委）
- 4月8日，江西省民政厅党组书记、厅长李明生。（主动交代问题，江西省纪委监委）
- 4月8日，广西建设职业技术学院党委副书记、院长吴昆。（广西壮族自治区纪委监委）
- 4月8日，广西建设职业技术学院原党委副书记、院长彭红圃。（广西壮族自治区纪委监委）
- 4月9日，宁夏回族自治区文学艺术界联合会原一级巡视员苏保伟。（宁夏回族自治区纪委监委）
- 4月9日，贵州省黔东南苗族侗族自治州政协副厅长级干部肖俊。（贵州省纪委监委）
- 4月10日，江苏省宿迁市委常委、副市长章其波。（江苏省纪委监委）
- 4月11日，中国农业银行数据中心原党委委员、纪委书记林鹏。（驻中国农业银行纪检监察组和山东省菏泽市定陶区监委）
- 4月11日，中粮集团质量安全管理部副总监邵芳。（中粮集团纪检监察组和甘肃省张掖市监委）
- 4月11日，中国石油冀东油田公司原副总经理、工会主席席励新。（中国石油纪检监察组和河北省监委）
- 4月11日，原宁夏回族自治区林业厅巡视员佘进军。（宁夏回族自治区纪委监委）
- 4月11日，江西省上饶市人大常委会副主任、鄱阳县委书记周金明。（主动交代问题，江西省纪委监委）
- 4月11日，河南省郑州工程技术学院原党委书记周春辉。（河南省纪委监委）
- 4月11日，四川省民政厅原党组书记、厅长益西达瓦。（主动投案，四川省纪委监委）
- 4月11日，天津市委原副秘书长，市委市政府信访办公室原党组书记、主任，市委社会工作部原副部长（兼）孙建华。（天津市纪委监委）
- 4月11日，广西壮族自治区防城港市人大常委会党组成员、副主任黄炳利。（广西壮族自治区纪委监委）
- 4月11日，吉林省委巡视组原副组长、巡视专员胡延生。（吉林省纪委监委）
- 4月12日，山西省委副书记、省长金湘军。（中央纪委国家监委）
- 4月12日，安徽省自然资源厅党组成员、副厅长黄发儒。（安徽省纪委监委）
- 4月14日，黑龙江省科学院原党组成员、副院长曾祥俊。（黑龙江省纪委监委）
- 4月14日，辽宁省沈阳市人大常委会副主任、民盟沈阳市委副主委苏立明。（辽宁省纪委监委）
- 4月15日，广西壮族自治区桂林市人大常委会党组成员、副主任林武民。（广西壮族自治区纪委监委）
- 4月15日，江苏省人大常委会民族宗教侨务委员会原主任朱晓明。（江苏省纪委监委）
- 4月15日，湖北省荆州市委书记吴锦。（湖北省纪委监委）
- 4月16日，国家开发投资集团有限公司战略发展部副主任邓谦。（国投集团纪检监察组和甘肃省庆阳市监委）
- 4月17日，十四届全国政协教科卫体委员会副主任杨小伟。（中央纪委国家监委）
- 4月17日，东风公司东风资产管理有限公司原总经理卢锋。（东风公司纪委和湖北省襄阳市监委）
- 4月17日，广西文化产业集团有限公司党委书记、董事长黄科宏。（广西壮族自治区纪委监委）
- 4月17日，江苏省原地质矿产勘查局巡视员施民。（江苏省纪委监委）
- 4月18日，吉林省文联党组书记、主席赵明。（吉林省纪委监委）
- 4月18日，西藏自治区日喀则市人大常委会副主任张云宝。（西藏自治区纪委监委）
- 4月18日，贵州省黔南布依族苗族自治州副州长、福泉市委书记黄桂林。（贵州省纪委监委）
- 4月18日，贵州开放大学（贵州职业技术学院）原副厅长级干部吴丹。（贵州省纪委监委）
- 4月18日，广东省湛江市人大常委会原党组书记、副主任邓振新。（广东省纪委监委）
- 4月18日，青海省西宁市委原常委、秘书长管新民。（青海省纪委监委）
- 4月18日，安徽省合肥市人大常委会原副主任杜平太。（安徽省纪委监委）
- 4月21日，中国邮政集团有限公司浙江省分公司原高级资深经理裴英杰。（驻中国邮政纪检监察组和浙江省湖州市监委）
- 4月21日，原中国邮政集团公司西藏自治区分公司资深经理乔罗布。（驻中国邮政纪检监察组和西藏自治区林芝市监委）
- 4月21日，江西省人大教育科学文化卫生委员会主任委员王水平。（主动交代问题，江西省纪委监委）
- 4月21日，新疆维吾尔自治区交通运输厅党委委员、副厅长刘艳东。（新疆维吾尔自治区纪委监委）
- 4月21日，河南省南阳市委副书记、政法委书记金浩。（河南省纪委监委）
- 4月22日，原沈阳铁路局丹大快速铁路有限责任公司副董事长、总经理鲍思学。（驻国铁集团纪检监察组和辽宁省营口市监委）
- 4月22日，江西省九江市人大常委会原党组成员、副主任戴晓慧。（江西省纪委监委）
- 4月22日，河南省濮阳市委常委、组织部部长刘建茂。（河南省纪委监委）
- 4月22日，安徽省安庆市委常委、组织部部长李明月。（安徽省纪委监委）
- 4月23日，宁夏回族自治区人大环境与资源保护委员会主任委员张柏森。（宁夏回族自治区纪委监委）
- 4月23日，云南省临沧市委原一级巡视员尚东红。（云南省纪委监委）
- 4月23日，贵州省卫生健康委员会党组成员、副主任，省疾病预防控制局党组书记、局长田艳。（贵州省纪委监委）
- 4月23日，贵州省建设投资集团有限公司党委委员、副总经理王伯航。（贵州省纪委监委）
- 4月23日，民盟贵州省委副主委、贵州医科大学附属医院后勤管理处处长李龙。（贵州省纪委监委）
- 4月23日，河南省行政审批和政务信息管理局党组成员、副局长翟晓宾。（河南省纪委监委）
- 4月23日，上海市闵行区原二级巡视员琚汉铮。（上海市纪委监委）
- 4月23日，云南省建设投资控股集团有限公司副总经理俞志明。（云南省纪委监委）
- 4月23日，山西省朔州市人民政府党组成员、副市长李润军。（山西省纪委监委）
- 4月24日，河南省鹤壁市人大常委会党组成员、副主任李杰。（河南省纪委监委）
- 4月24日，吉林建筑大学党委原书记崔征。（吉林省纪委监委）
- 4月24日，北京市平谷区政协原主席王春辉。（北京市纪委监委）
- 4月25日，四川省人大常委会原党组成员、副主任宋朝华。（中央纪委国家监委）
- 4月25日，国家管网集团北京管道有限公司原党委委员、副总经理魏东吼。（国家管网纪检监察组和山东省淄博市监委）
- 4月25日，中国建设银行深圳市分行资深副经理陈坤雄。（驻中国建设银行纪检监察组和山东省聊城市监委）
- 4月25日，南方医科大学原党委常委、副校长宁习洲。（主动投案，广东省纪委监委）
- 4月25日，湖南省郴州市委常委、统战部部长黄峥嵘。（主动交代问题，湖南省纪委监委）
- 4月25日，山西省太忻经济一体化发展促进中心副主任杨俊民。（山西省纪委监委）
- 4月25日，河南省郑州市政协一级巡视员樊福太。（河南省纪委监委）
- 4月25日，安徽省阜阳师范大学党委副书记段相霖。（安徽省纪委监委）
- 4月25日，广西壮族自治区发展和改革委员会原一级巡视员严伯贵。（广西壮族自治区纪委监委）
- 4月25日，河北省张家口市政协原党组成员、副主席侯有龙。（河北省纪委监委）
- 4月26日，福建省莆田市人民政府原党组成员、副市长胡国防。（福建省纪委监委）
- 4月27日，云南省德宏师范高等专科学校党委书记王根顺。（云南省纪委监委）
- 4月27日，吉林省财政厅原巡视员雒鹏飞。（吉林省纪委监委）
- 4月28日，财政部农业农村司司长吴奇修。（驻财政部纪检监察组和黑龙江省监委）
- 4月28日，湖南省农村信用社联合社原党委委员、副主任舒立凡。（湖南省纪委监委）
- 4月28日，黑龙江省中国龙江森林工业集团有限公司原党委委员、副总经理张晓波。（黑龙江省纪委监委）
- 4月28日，江西省国有资产监督管理委员会原党委委员、副主任李键。（江西省纪委监委）
- 4月28日，吉林省长春汽车经济技术开发区党工委书记赵明瑞。（吉林省纪委监委）
- 4月28日，山西省晋中市人大常委会原副主任尚金华。（山西省纪委监委）
- 4月28日，四川省巴中市人大常委会党组成员、副主任梁津华。（四川省纪委监委）
- 4月29日，中国建设银行浙江省分行原党委书记、行长高强。（驻中国建设银行纪检监察组和北京市通州区监委）
- 4月29日，广西壮族自治区消防救援总队原政治部主任韦贤日。（驻应急管理部纪检监察组和广西壮族自治区南宁市监委）
- 4月29日，新疆维吾尔自治区原质量技术监督局党组副书记、局长刘新胜。（新疆维吾尔自治区纪委监委）
- 4月29日，青海省林业和草原局副局长旦增。（主动投案，青海省纪委监委）
- 4月29日，安徽省公安厅原党委委员、副厅长、一级警务专员刘海石。（安徽省纪委监委）
- 4月29日，原湖北省鄂西生态文化旅游圈投资有限公司党委书记、董事长马清明。（湖北省纪委监委）
- 4月29日，江西省公安厅警务保障部原主任辛卫平。（主动交代问题，江西省纪委监委）
- 4月30日，中国证券监督管理委员会党委委员、副主席王建军。（中央纪委国家监委）
- 4月30日，海南省海口市政协党组成员、秘书长、机关党组书记汪娟。（海南省纪委监委）
- 4月30日，北京市人民检察院第一分院检委会原专职委员叶文胜。（北京市纪委监委）

## 5月
- 5月3日，云南省政协原党组成员、秘书长，办公厅党组书记车志敏。（云南省纪委监委）
- 5月6日，原四川省农村信用社联合社党委副书记、监事长杨家卷。（四川省纪委监委）
- 5月6日，云南省司法厅党委书记、厅长茶忠旺。（云南省纪委监委）
- 5月7日，中国邮政集团有限公司财务部原高级资深经理李玉杰。（驻中国邮政纪检监察组和云南省楚雄州监委）
- 5月7日，中国农业银行原首席专家兼浙江省分行原党委书记、行长冯建龙。（主动投案，驻中国农业银行纪检监察组和浙江省监委）
- 5月7日，新疆生产建设兵团草湖项目区党委委员、副主任宋全伟。（新疆生产建设兵团纪委监委）
- 5月7日，江苏省泰州市委常委、宣传部部长刘霞。（江苏省纪委监委）
- 5月8日，湖南省邵阳市委常委、市政府副市长仇珂静。（湖南省纪委监委）
- 5月9日，中国一重集团有限公司党委常委、副总经理陆文俊。（中央纪委国家监委）
- 5月9日，中国农业银行河北省分行原党委委员、副行长陈元良。（驻中国农业银行纪检监察组和河北省监委）
- 5月9日，江苏省人力资源和社会保障厅党组书记、厅长王斌。（江苏省纪委监委）
- 5月9日，河南省平顶山市人民政府党组成员、副市长许红兵。（主动投案，河南省纪委监委）
- 5月9日，新疆维吾尔自治区乌鲁木齐市米东区政协原党组书记、副主席朱文智。（新疆维吾尔自治区纪委监委）
- 5月9日，广西壮族自治区钦州市委常委、副市长、一级巡视员钟恒钦。（广西壮族自治区纪委监委）
- 5月9日，重庆市人民政府驻北京办事处原巡视员傅宏跃。（重庆市纪委监委）
- 5月10日，西藏农牧产业投资集团有限公司党委书记、董事长王玲。（西藏自治区纪委监委）
- 5月10日，湖北省随州市纪委原副书记、市监委原副主任、原二级巡视员潘军。（湖北省纪委监委）
- 5月10日，贵州省总工会党组成员、副主席（正厅长级）梁伟。（贵州省纪委监委）
- 5月11日，山西省忻州市人大常委会党组成员、副主任郭建平。（山西省纪委监委）
- 5月11日，浙江省机电集团党委书记、董事长廉俊。（浙江省纪委监委）
- 5月12日，石家庄海关原一级巡视员冯学平。（驻海关总署纪检监察组和山西省运城市监委）
- 5月12日，中国农业银行深圳市分行原党委副书记、副行长王国彪。（驻中国农业银行纪检监察组和山东省菏泽市监委）
- 5月12日，河南省焦作师范高等专科学校原党委书记刘新顺。（河南省纪委监委）
- 5月12日，湖南省湘西土家族苗族自治州人民政府党组成员、副州长刘冬生。（湖南省纪委监委）
- 5月12日，广西壮族自治区党委政法委副书记李文博。（广西壮族自治区纪委监委）
- 5月13日，国家林业和草原局原党组成员、副局长李春良。（中央纪委国家监委）
- 5月13日，内蒙古自治区包头市人大常委会原副主任郭卫新。（内蒙古自治区纪委监委）
- 5月13日，安徽省宣城经济技术开发区党工委原书记、管委会原主任刘家和。（安徽省纪委监委）
- 5月13日，广西壮族自治区梧州市委常委、秘书长韦彦。（广西壮族自治区纪委监委）
- 5月14日，陕西省工业和信息化厅原副厅长蔡苏昌。（陕西省纪委监委）
- 5月14日，广西北部湾国际港务集团有限公司副总经理潘料庭。（广西壮族自治区纪委监委）
- 5月14日，浙江省能源集团原党委书记、董事长童亚辉。（主动投案，浙江省纪委监委）
- 5月14日，上海市国防动员办公室副主任吴斌。（上海市纪委监委）
- 5月15日，青海省交通运输厅党组成员、副厅长田明有。（青海省纪委监委）
- 5月15日，原江苏省国信资产管理集团有限公司党委副书记、纪委书记熊井泉。（江苏省纪委监委）
- 5月15日，重庆建工集团原党委委员、副总经理、总工程师党智勇。（重庆市纪委监委）
- 5月16日，广西壮族自治区党委副书记、自治区政府主席蓝天立（中央纪委国家监委）
- 5月16日，天津市东丽区政协原党组书记、主席刘金钟（天津市纪委监委）
- 5月16日，重庆两江新区管委会副主任、公安分局局长罗仑（重庆市纪委监委）
- 5月19日，海南省儋州市政协原副主席王月花（海南省纪委监委）
- 5月19日，海南省农业农村厅党组成员、副厅长林谟谐（海南省纪委监委）
- 5月19日，辽宁省营口市政协副主席段绪华（辽宁省纪委监委）
- 5月19日，甘肃省陇南市人大常委会党组成员、副主任王俊强（甘肃省纪委监委）
- 5月20日，云南省紅河哈尼族彝族自治州人大常委会党组书记、主任李成武（云南省纪委监委）
- 5月20日，国家消防救援局应急通信和科技司负责人张昊（中央纪委国家监委驻应急管理部纪检监察组）
- 5月21日，四川省政府党组成员、副省长、省公安厅厅长叶寒冰（中央纪委国家监委）
- 5月21日，海南省海口市市场监督管理局原党组书记、局长林榕明（海口市纪委监委）
- 5月21日，江蘇省新沂市政府党组成员、副市长、新沂经济开发区党工委书记王冬（徐州市纪委监委）
- 5月22日，云南省曲靖市人大常委会原党组书记、主任刘海芳（云南省纪委监委）
- 5月22日，云南省昆明经济技术开发区城市管理局局长姚怡然（昆明市纪委监委）
- 5月22日，甘肃省博物馆原馆长贾建威（甘肃省纪委监委）
- 5月22日，安徽省政协农业和农村委员会副主任吴良斯（正厅级）（安徽省纪委监委）
- 5月23日，山东广播电视台党委委员、副台长徐龙河（山东省纪委监委）
- 5月23日，山西焦煤集团原副总经理王克军（山西省纪委监委）
- 5月23日，黑龙江省佳木斯市人大常委会原党组书记、主任刘臣（正厅级）（黑龙江省纪委监委）
- 5月23日，中银保险原党委书记、董事长周功华（中央纪委国家监委驻中国银行纪检监察组纪律审查和河北省监委）
- 5月23日，国家发改委社会发展司二级巡视员王小龙（中央纪委国家监委驻国家发展改革委纪检监察组纪和辽宁省锦州市监察委员会）
- 5月23日，北京市基础设施投资有限公司原党委委员、副总经理战明辉（北京市纪委监委）
- 5月23日，四川省都江堰市委副书记、市长张亚丹（成都市纪委监委）
- 5月23日，西藏自治区市场监督管理局党组成员、副局长刘建伟（西藏自治区纪委监委）
- 5月23日，内蒙古自治区赤峰市委常委，市人民政府党组副书记、常务副市长孟晓冰（内蒙古自治区纪委监委）
- 5月23日，西藏自治区日喀则市聂拉木县原县委书记、二级巡视员冯鲁伟（西藏自治区纪委监委）
- 5月23日，吉林省辽源高新技术产业开发区管委会主任邢树纲（吉林省纪委监委）
- 5月24日，中國民主促進會中央委員會副主席及陝西委員會主委，中國人民政治協商會議陝西省委員會副主席，陝西省文學藝術界聯合會副主席刘宽忍（国家监委）
- 5月26日，青海省海西州柴达木循环经济试验区格尔木工业园（昆仑经济开发区）党工委副书记，格尔木市委常委、市政府副市长赵文才（海西州纪委监委）
- 5月26日，宁夏回族自治区黄河出版传媒集团党委书记、总经理、总编辑薛文斌（宁夏回族自治区纪委监委）
- 5月26日，黑龙江省绥化市人大常委会原党组成员、副主任宋树生（黑龙江省纪委监委）
- 5月27日，北京首都機場集團原党委副书记、总经理刘春晨（中央纪委国家监委驻交通运输部纪检监察组和北京市东城区监委）
- 5月27日，吉林省白城市政协原副主席杨晓峰（吉林省纪委监委）
- 5月28日，国家国防科技工业局原党组成员、副局长张建华，主动投案，（中央纪委国家监委）
- 5月28日，山东省政协提案委员会副主任毕荣青(正厅级)（山东省纪委监委）
- 5月28日，江西财经大学原党委书记廖进球，主动向组织交代问题，（江西省纪委监委）
- 5月29日，吉林省商务厅党组书记、厅长李洪亮（吉林省纪委监委）
- 5月29日，江蘇省人民政府國有資產監督管理委員會原党委书记、主任徐郭平（江苏省纪委监委）
- 5月29日，江西省萍乡市人大常委会原党组书记、主任吴运波，主动向组织交代问题，（江西省纪委监委）
- 5月29日，安徽省蚌埠市市委党校原常务副校长王长双(副厅级)（安徽省纪委监委）
- 5月29日，新疆生产建设兵团第十师北屯市原党委书记、第十师原政委王胜平（新疆生产建设兵团纪委监委）
- 5月29日，云南省昆明市人民检察院党组书记、检察长赵成武（云南省纪委监委)
- 5月29日，河南省政协人口资源环境委员会主任阚全程（河南省纪委监委)
- 5月29日，第十四屆全國政協常委、全國政協經濟委員會副主任毕井泉（中央纪委国家监委)
- 5月30日，新疆维吾尔自治区伊犁哈萨克自治州人大常委会原党组书记、副主任李建国（新疆维吾尔自治区纪委监委)
- 5月30日，云南省红十字会原党组成员、副会长田华兵，主动投案（云南省纪委监委)
- 5月30日，江西省供销合作社联合社原党组书记、理事会原主任李晓刚（江西省纪委监委)
- 5月30日，江西省工业和信息化委员会原党组成员、副主任，江西经济管理干部学院原党委副书记、院长杨人平（江西省纪委监委）
- 5月30日，国家税务总局大企业税收管理司原一级巡视员胡效国（中央纪委国家监委驻国家税务总局纪检监察组和湖北省咸宁市监察委员会）
- 5月30日，中国工商银行浙江分行原党委书记、行长沈荣勤（中央纪委国家监委驻中国工商银行纪检监察组和辽宁省锦州市监察委员会）

## 6月
- 6月2日，山西省发展和改革委员会原二级巡视员庞建军，（山西省纪委监委）
- 6月2日，黑龙江省牡丹江市政协党组副书记、副主席孙吉舜，（黑龙江省纪委监委）
- 6月3日，江西省南昌市委常委、政法委书记，吴建平，主动向组织交代问题，（江西省纪委监委）
- 6月4日，广西壮族自治区玉林市中级人民法院党组书记、院长胡海兰，（广西壮族自治区纪委监委）
- 6月4日，四川省河湖保护和监管事务中心党委书记、主任刘刚，（四川省纪委监委）
- 6月4日，宁夏回族自治区卫生健康委员会党组书记、主任，自治区中医药管理局局长，吕金捍（宁夏回族自治区纪委监委）
- 6月5日，上海市政协界别和地区工作委员会专职副主任，吉玉萍，（上海市纪委监委）
- 6月5日，新疆维吾尔自治区阿克苏地区行署原副专员，杨东禄，（新疆维吾尔自治区纪委监委）
- 6月5日，黑龙江省牡丹江市政协党组副书记、副主席，孙吉舜，（黑龙江省纪委监委）
- 6月7日，山东省政协常委、人口资源环境委员会副主任，李兴军，（山东省纪委监委）
- 6月9日，甘肃省住房和城乡建设厅一级巡视员，李兰宏，主动投案，（甘肃省纪委监委）
- 6月9日，中央防範和處理邪教問題領導小組辦公室（又稱中央610辦公室）前副主任高以忱（中央紀委國家監委）
- 6月9日，江西省新余市政府原一级巡视员、新余高新技术产业开发区党工委原书记，喻国杰，（江西省纪委监委）
- 6月9日，四川省宜賓市人民政府党组成员、副市长，兰宏彬，主动投案（四川省纪委监委）
- 6月11日，四川省交通运输厅党组成员、副厅长，宁坚，（四川省纪委监委）
- 6月11日，湖北省自然资源厅党组书记、厅长吴祖云，（湖北省纪委监委）
- 6月12日，云南省住房和城乡建设厅原党组书记、厅长李文冰，主动投案，（云南省纪委监委）
- 6月13日，中華人民共和國交通運輸部[党组成员國家鐵路局局長、黨組書記，費東斌（中央紀委國家監委）
- 6月13日，中國人民政治協商會議雲南省委員會经济委员会副主任（正厅长级），李勇毅（云南省纪委监委）
- 6月16日，中國人民政治協商會議廣西壯族自治區委員會前黨組成員、副主席彭曉春，（中央紀委國家監委）
- 6月16日，南京浦口经济开发区，党工委书记，徐道俊（南京市纪委监委）
- 6月17日，贵州省，黔南州政协党组成员、副主席邹涵，（贵州省纪委监委）
- 6月17日，河北省人力资源和社会保障厅，党组书记、厅长杨燕伟，（河北省纪委监委）
- 6月17日，吉林省国防动员办公室，党组成员、副主任，赵永浩，（吉林省纪委监委）
- 6月18日，安徽省纪委监委驻省发展和改革委员会纪检监察组原一级巡视员，杨长俊（安徽省纪委监委）
- 6月18日，中國共產黨廈門市委員會政法委副书记、政治部主任，李祖宝，（廈門市纪委监委）
- 6月19日，湖南省株洲市人大常委会党组成员、副主任、王建勇、主动投案，（湖南省纪委监委）
- 6月19日，贵州省生态环境厅党委书记、厅长杨三可，（贵州省纪委监委）
- 6月19日，江西省政协原党组成员、副主席胡幼桃，（中央紀委國家監委）
- 6月19日，贵州师范大学原党委委员、副校长黄开烈，（贵州省纪委监委）
- 6月19日，贵州省贸促会(贵州省博览事务局)党组成员、副会长(副局长)，刘忠进，（贵州省纪委监委）
- 6月20日，浙江省建设投资集团原党委委员、副总经理，管满宇，（浙江省纪委监委）
- 6月20日，重庆交通大学党委常委、副校长张尚毅（重庆市纪委监委）
- 6月20日，广东省汕头市人大常委会原党组副书记、副主任吴启煌、主动投案，（广东省纪委监委）
- 6月20日，中国工商银行云南分行原党委书记、行长许海（中央紀委國家監委駐中國工商銀行紀檢監察組紀律審查和貴州省六盤水市紀監委）
- 6月20日，广西壮族自治区政协港澳台侨和外事委员会、原副主任、林玉棠，（广西壮族自治区纪委监委）
- 6月21日，江苏省无锡市政协原副主席王锡南，（江苏省纪委监委）
- 6月21日，宁夏回族自治区吴忠市委常委，市人民政府党组副书记、副市长王海宁，（宁夏纪委监委）
- 6月22日，湖南省常德市委員會常委、市人民政府常务副市长，谢胜，（湖南省紀委監委）
- 6月22日，国家中医药管理局原局长，于文明，（中央紀委國家監委）
- 6月23日，安徽民航机场集团，原董事长蒋厚玉，（安徽省纪委监委）
- 6月23日，贵州省黔东南州原州委常委、州人民政府原副州长，姜学东，（贵州省纪委监委）
- 6月23日，贵州高速公路集团，党委委员、副总经理丁振，（贵州省纪委监委）
- 6月23日，贵州医科大学党委书记、贵州省天然产物研究中心党委书记（兼），何志旭，（贵州省纪委监委）
- 6月23日，新疆维吾尔自治区哈密市委常委、政法委书记杜海涛，（新疆维吾尔自治区纪委监委）
- 6月24日，湖南省人民政府辦公廳一級巡視員，鄭建新，主动投案，（湖南省紀委監委）
- 6月24日，云南省大理州政协党组副书记、副主席，常于忠，（云南省纪委监委）
- 6月24日，云南省大理州委原常委、原常务副州长，马建全，（云南省纪委监委）
- 6月24日，黑龙江省金融控股集团，原党委书记、董事长于宏，（黑龙江省纪委监委）
- 6月24日，青海省教育厅，一级巡视员孙立明，主动投案（青海省纪委监委）
- 6月24日，浩吉铁路股份有限公司原党委书记、董事长田利民（中央纪委国家监委驻中国国家铁路集团有限公司纪检监察组和辽宁省阜新市监委）
- 6月25日，浙江省宁波市北仑区政协原主席，陈召华，主动投案，（宁波市纪委监委）
- 6月25日，安徽省能源集团原党委书记、董事长陈翔，（安徽省纪委监委）
- 6月25日，中共海南省委常委、秘书长，倪强，（中央紀委國家監委）
- 6月25日，河南省周口市副市长、市公安局局长，张元明，（河南省纪委监委）
- 6月25日，海南省市场监督管理局、省知识产权局党组书记、局长，铁刚，（海南省纪委监委）
- 6月26日，云南省大理白族自治州政协原党组成员、副主席，大理海东开发管理委员会原党组书记、主任，杨志东，（云南省纪委监委）
- 6月26日，黑龙江省大庆市政协党组成员、副主席，肇源县县委书记，迟维喜，（黑龙江省纪委监委）
- 6月27日，国家金融监督管理总局机构恢复与处置司原一级巡视员，刘炜，（中央纪委国家监委驻国家金融监督管理总局纪检监察组和湖北省襄阳市监察委员会）
- 6月27日，中国矿业大学（北京）原党委常委、副校长范中启，（中央纪委国家监委驻教育部纪检监察组和陕西省延安市监委）
- 6月27日，海南省人民政府副秘书长、机关党组成员，国章成，（海南省纪委监委）
- 6月27日，山西省运城市绛县县委书记、二级巡视员，解芳，（山西省纪委监委）
- 6月27日，石河子大学党委常委、副校长，魏忠，（新疆生产建设兵团纪委监委）
- 6月27日，中国共产党贵阳市委员会市委常委、市委宣传部部长，黄成虹，（贵州省纪委监委）
- 6月27日，贵州省交通运输厅党委委员、副厅长，李健，（贵州省纪委监委）
- 6月27日，贵州民航产业集团党委书记、董事长，李仕炅，（贵州省纪委监委）
- 6月27日，新疆维吾尔自治区政协经济委员会，原副主任，尤占军，主动投案，（新疆维吾尔自治区纪委监委）
- 6月27日，河北省承德市人大常委会党组书记、主任，傅海旺，（河北省纪委监委）
- 6月27日，云南省大理白族自治州云龙县委副书记、县人民政府党组书记、县长白庆武，（经云南省监委指定保山市监委管辖，接受保山市监委监察调查）
- 6月27日，甘肃省公航旅集团和省建投集团原专职外部董事，王春丁，（甘肃省纪委监委）
- 6月27日，山东省日照市委常委、副市长，张佃虎，（山东省纪委监委）
- 6月27日，宁夏回族自治区发展和改革委员会党组成员、副主任，蒋哲文，（宁夏回族自治区纪委监委）